# Forever After

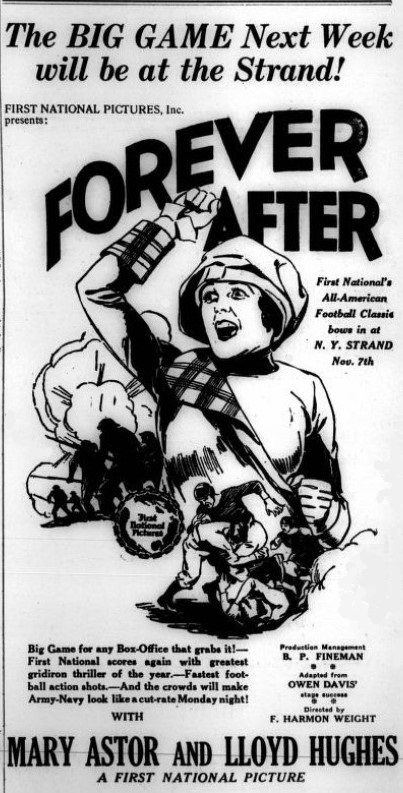
Anunci de la pel·lícula amb Mary Astor aparegut a la pàgina 19 de la revista Variety el 3 de novembre de 1926

Forever After és una pel·lícula muda dirigida per F. Harmon Weight i protagonitzada per Lloyd Hughes, Mary Astor i Hallam Cooley. Basada en una peça teatral d'èxit d'Owen Davis, la pel·lícula es va estrenar el 24 d'octubre de 1926.

## Argument
Theodore Wayne, un capità d'infanteria ferit al front, recorda els moments més destacats de la seva vida anterior. Essent estudiant però de família pobre, coneix a Jennie Clayton, filla d'una família acomodada de Nova Anglaterra, i s'enamoren. Jack Randall, fill d'una família acomodada, és el pretendent afavorit per la mare de Jennie, que vol que s'hi casi per la seva riquesa i la posició. Pel bé de Jennie, Ted marxa a Harvard gràcies als sacrificis del seu pare, un advocat poc pràctic, per fer front a la despesa. Després de la mort del seu pare, es veu obligat a tornar a casa per ajudar la seva mare. Convençut pel pare de Jennie, Ted renuncia a la noia i marxa amb la seva mare en un esforç per oblidar-la. Jennie es nega a casar-se amb Randall i s'allista a la Creu Roja a França. Allà, en un hospital, es retroba amb Ted, que delirant la crida a ella. Jennie aconsegueix que recuperi la salut i reprenen el seu amor.

## Repartiment
- Lloyd Hughes (Theodore Wayne)
- Mary Astor (Jennie Clayton)
- Hallam Cooley (Jack Randall)
- David Torrence (Mr. Clayton, pare de Jennie)
- Alec B. Francis (Mr. Wayne, pare de Theodore)
- Lila Leslie (Mrs. Wayne, mare de Theodore)
- Eulalie Jensen (Mrs. Clayton)